# Disparoneura quadrimaculata
Disparoneura quadrimaculata е вид водно конче от семейство Protoneuridae. Видът не е застрашен от изчезване.

## Разпространение
Разпространен е в Индия (Бихар, Гуджарат, Западна Бенгалия, Карнатака, Мадхя Прадеш, Махаращра, Раджастан и Тамил Наду).